# Peter Werner Schutz

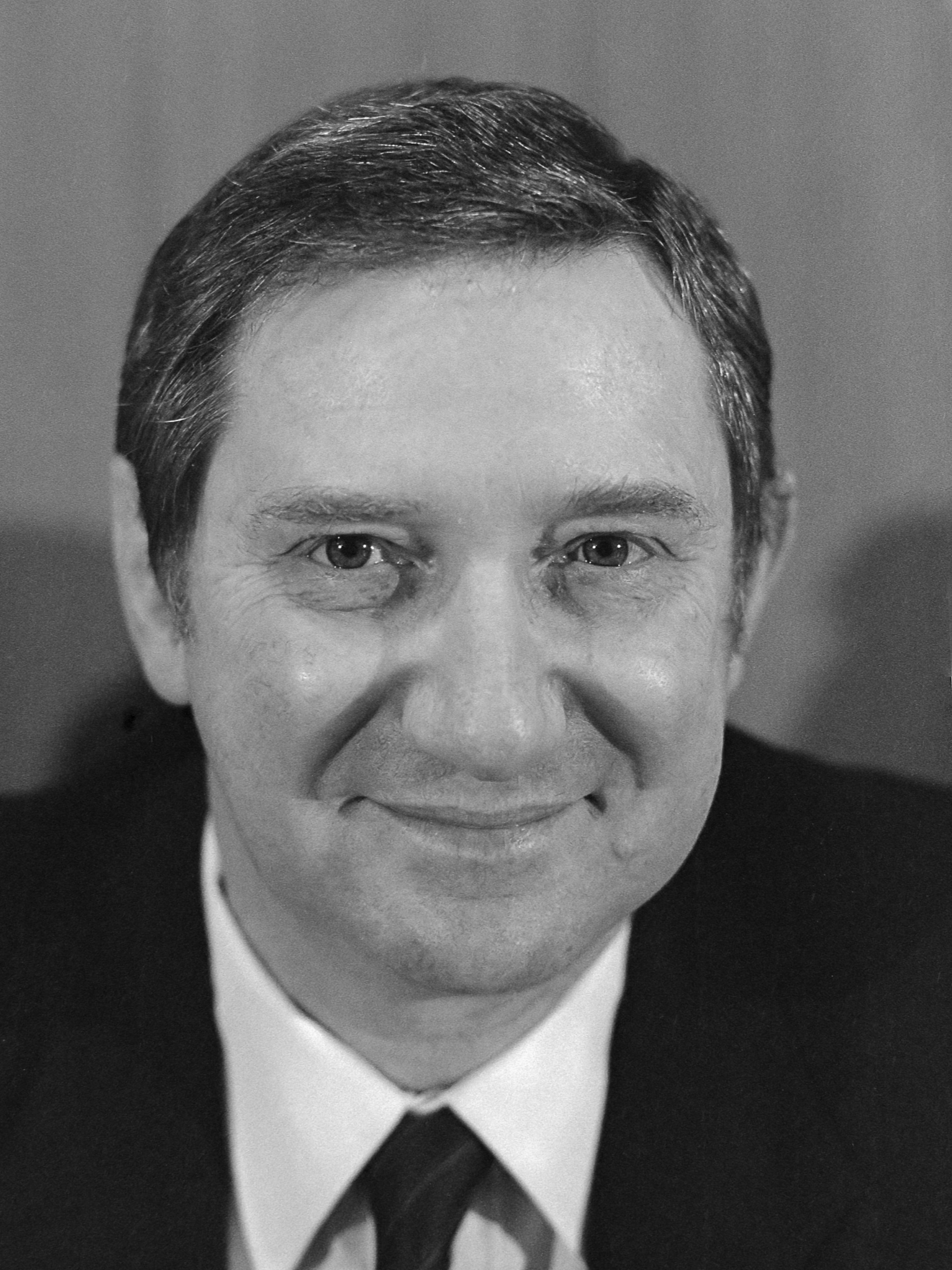
Peter Werner Schutz (1983)

Peter W. Schutz (* 20. April 1930 in Berlin; † 29. Oktober 2017) war ein deutsch-amerikanischer Industriemanager.

## Leben
1939 wanderte seine Familie aus und blieb zwei Jahre in Havanna, um sich anschließend in Chicago niederzulassen. Dort wuchs Schutz auf und studierte Ingenieurwissenschaften am Illinois Institute of Technology.
Nach seinem Abschluss als Bachelor of Sciences war Schutz 15 Jahre lang für Caterpillar in Peoria tätig, anschließend 11 Jahre lang bei Cummins Engine in Columbus, unter anderem als Vizepräsident. 1978 wechselte er zur Klöckner-Humboldt-Deutz AG. Im Januar 1981 trat er als Vorstandsvorsitzender in das Unternehmen Porsche ein und löste dort Ernst Fuhrmann ab. Zu seinen ersten Entscheidungen dort gehörte die Nichteinstellung des Modells 911, dessen Ablösung durch den 928 im Jahr 1982 vorgesehen war. Er bekleidete den Posten bis Ende 1987. Unter Schutz entwickelte sich der Umsatz von 850 Millionen auf 3,7 Milliarden Mark. Ein Absatzrückgang um 10.000 Fahrzeuge, insbesondere in den USA aufgrund eines schwachen Dollarkurses, und ein verspäteter Modellwechsel führten im Dezember 1987, ein Jahr vor Vertragsende, zu seiner Entlassung durch die Eigentümerfamilien Piëch und Porsche. Sein Nachfolger wurde Heinz Branitzki.
Seit 2008 schrieb Schutz als Autor über Wirtschaftsthemen und war mit seiner Firma Harris and Schutz Inc. als Berater tätig.
Am 29. Oktober 2017 starb er im Alter von 87 Jahren.